# Стрижевский, Михаил Васильевич
Михаи́л Васи́льевич Стриже́вский (18 февраля (2 марта) 1854 — 30 августа (12 сентября) 1913) — государственный, общественный, земский деятель, действительный статский советник (1907), камергер Высочайшего Двора (1911). Пермский вице-губернатор (1904—1906), Казанский губернатор (1906—1913).

## Происхождение
Потомственный дворянин Воронежской губернии, из древнего рода столбовых дворян (в гербе рода изображён «летящий стриж»), сын генерал-лейтенанта Василия Михайловича Стрижевского.

## Служба

### В Воронежской губернии
Вступил в службу в Воронежской губернии 12 ноября 1871 года. Занимал должности непременного члена Бобровского уездного по крестьянским делам Присутствия, почётного мирового судьи и председателя Коротоякского съезда мировых судей.
С 1 июля 1891 года утверждён в должности земского начальника 2-го участка Бобровского уезда Воронежской губернии.
19 декабря 1897 года избран депутатом от дворянства по Бобровскому уезду. С 28 января 1898 по 9 января 1901 года (с перерывами) — временно исправлял должность Бобровского уездного предводителя дворянства. 13 января 1901 года избран Бобровским уездным предводителем дворянства.

### В Пермской губернии
24 мая 1904 года Высочайшим приказом назначен на должность вице-губернатора в Пермской губернии. С 11 июля по 16 августа и с 25 октября по 23 декабря 1905 года — исправлял должность Пермского губернатора.

### В Казанской губернии
Именным Высочайшим указом Правительствующему Сенату с 13 января 1906 года М. В. Стрижевскому было повелено исправлять должность Казанского губернатора. Вступил в управление Казанской губернией 15 января 1906 года. Официально являлся Казанским губернатором (после утверждения в должности) с 6 декабря 1906 по 30 августа 1913 года.
В Казанской губернии проводил политическую линию умеренно-консервативного толка, направленную на недопущение революционных выступлений и проявлений социального, национального и религиозного радикализма. Руководил работой по землеустройству, способствовал развитию деятельности общества «Красного Креста».
Пользовался заметным уважением дворянства, земства, представителей правомонархического (черносотенного) лагеря. Известно, что он являлся почётным членом Казанского «Царско-Народного Русского Общества» и «Казанского Общества Трезвости».
22 апреля 1907 года произведён в действительные статские советники. Высочайшим приказом по министерству Императорского Двора от 6 декабря 1911 года М. В. Стрижевский был пожалован в камергеры двора Его Императорского величества.

## Награды
Российской Империи:
- Орден Святой Анны 2-й ст. (1901);
- Орден Святого Владимира 3-й ст. (1909);
- Орден Святого Станислава 1-й ст. (1912).

## Кончина, погребение
Стрижевский скоропостижно скончался 30 августа 1913 года «от апоплексии» на курорте Бад-Наухайм в Германии, где находился на лечении по поводу «грудной астмы», которой он страдал несколько лет.
Похоронен 10 сентября 1913 года в селе Масловка Воронежской губернии.